# Paul Fogelberg
Paul Fogelberg (29 giugno 1977) è uno schermidore svedese.

## Biografia
Nei campionati europei di scherma ha conquistato una medaglia di bronzo a Copenaghen nel 2004, nella gara di spada a squadre.

## Palmarès
In carriera ha conseguito i seguenti risultati:
- Europei di scherma

Copenaghen 2004: bronzo nella spada a squadre.